# Reli Indonezija
Reli Indonezija je najpoznatija reli utrka u Indoneziji. Reli je u kalendaru Azijskopacifičkog prvenstva u reliju (APRC), a dvije godine je bila i u kalendaru Svjetskog prvenstva u reliju (WRC) (1996. i 1997.).

## Dosadašnji pobjednici
| Godina | Naziv                                           | Pobjednik         | Suvozač           | Automobil                        | Klasifikacija utrke |
| ------ | ----------------------------------------------- | ----------------- | ----------------- | -------------------------------- | ------------------- |
| 1986.  | 11th Rally Indonesia / Trans Sumatra Rally      | Beng Soeswanto    | Adiguna Sutowo    | Ford TX-3                        | međunarodna utrka   |
| 1987.  | 12th Rally Indonesia                            | John Bosch        | Kevin Gourmley    | Audi Quattro                     | međunarodna utrka   |
| 1988.  | 13th Rally Indonesia                            | Beng Soeswanto    | Adiguna Sutowo    | Mitsubishi Lancer 1600 GSR       | međunarodna utrka   |
| 1989   | 14th Rally Indonesia                            | Ross Dunkerton    | Mej Zainuddin     | Mitsubishi Galant VR 4           | međunarodna utrka   |
| 1990.  | 15th Rally Indonesia                            | Kenjiro Shinozuka |                   | Mitsubishi Galant VR 4           | međunarodna utrka   |
| 1991.  | 16th Bank Utama Rally Indonesia                 | Ross Dunkerton    | Fred Gocentas     | Mitsubishi Galant VR 4           | međunarodna utrka   |
| 1992.  | 17th Bentoel Rally Indonesia                    | Ross Dunkerton    | Fred Gocentas     | Mitsubishi Galant VR 4           | međunarodna utrka   |
| 1993.  | 18th Bank Utama Rally Indonesia                 | Possum Bourne     | Rodger Freeth     | Subaru Legacy                    | međunarodna utrka   |
| 1994.  | 19th Bank Utama Rally Indonesia                 | Kenneth Eriksson  | Staffan Parmander | Mitsubishi Lancer Evolution II   | WRC kandidat        |
| 1995.  | 20th Bank Utama Rally Indonesia                 | Colin McRae       |                   | Subaru Impreza 555               | WRC kandidat        |
| 1996.  | 21st Bank Utama Rally Indonesia                 | Carlos Sainz      | Luis Moya         | Ford Escort RS Cosworth          | WRC                 |
| 1997.  | 22nd Rally Indonesia                            | Carlos Sainz      | Luis Moya         | Ford Escort WRC                  | WRC                 |
| 2000.  | Gudang Garam Rally Indonesia                    | Karamjit Singh    | Allen Oh          | Proton PERT                      | nacionalna          |
| 2001.  | Gudang Garam Rally Indonesia                    | Chandra Alim      | Prihatim Kasiman  | Mitsubishi Lancer Evolution VI   | nacionalna          |
| 2002.  | 25th Gudang Garam International Rally Indonesia | Rifat Sungkar     | Mohamad Herkusuma | Mitsubishi Lancer Evolution IV   | nacionalna          |
| 2003.  | 26th Gudang Garam International Rally Indonesia | Rifat Sungkar     | Karel Hailatu     | Mitsubishi Lancer Evolution IV   | nacionalna          |
| 2004.  | 27th Gudang Garam International Rally Indonesia | Hery Agung        | Hade Mboi         | Mitsubishi Lancer Evolution VI   | nacionalna          |
| 2005.  | 28th Gudang Garam International Rally Indonesia | Jussi Välimäki    | Jarkko Kalliolepo | Mitsubishi Lancer Evolution VIII | APRC                |
| 2006.  | 29th Gudang Garam International Rally Indonesia | Toshihiro Arai    | Tony Sircombe     | Subaru Impreza WRX N12           | APRC                |
| 2007.  | 30th Gudang Garam International Rally Indonesia | Jussi Välimäki    | Jarkko Kalliolepo | Mitsubishi Lancer Evolution IX   | APRC                |
| 2008.  | 31st Gudang Garam International Rally Indonesia | Gaurav Gill       | Jagder Singh      | Mitsubishi Lancer Evolution IX   | APRC                |
| 2009.  | 32st Gudang Garam International Rally Indonesia | Cody Crocker      | Ben Atkinson      | Mitsubishi Lancer Evolution IX   | APRC                |